# Чжан Мао
Чжан Мао (кит. трад. 張茂, упр. 张茂, пиньинь Zhāng Maò, 277—324), взрослое имя Чэнсюнь (成遜) — китайский чиновник, признаваемый большинством историков первым независимым правителем государства Ранняя Лян.

## Биография
Отец Чжан Мао — Чжан Гуй — был цзиньским губернатором провинции Лянчжоу (располагалась на центральных и западных землях современной провинции Ганьсу), имевшим титул «Сипинского удельного гуна» (西平郡公). Из-за того, что империя была опустошена войной восьми князей, в 303 году на юго-западных цзиньских землях образовалось государство Чэн, а в 304 году Лю Юань провозгласил образование на северо-западных цзиньских землях государство Хань.
В 308 году Чжан Гуй перенёс инсульт и потерял способность говорить, и Чжан Мао стал исполнять вместо него обязанности губернатора. Некие Чжан Юэ и Цао Цюэ попытались воспользоваться ситуацией и отстранить Чжан Гуя от власти, но Чжан Мао смог убедить Наньянского князя Сыма Мо, что Чжан Гуя следует оставить в должности губернатора. Тем временем из Чанъаня в Лянчжоу вернулся старший сын Чжан Гуя — Чжан Ши — который разгромил и убил Цао Цюэ, восстановив власть Чжанов над провинцией.
В 314 году Чжан Гуй скончался, и Чжан Ши стал новым губернатором Лянчжоу и Сипинским удельным гуном. Тем временем ослабевшая империя Цзинь потеряла практически все земли к северу от Хуанхэ, и провинция Лянчжоу осталась предоставленной самой себе. В 320 году некий Лю Хун стал распространять слухи, что боги желают видеть его правителем Лянчжоу, и подговорил двух охранников Чжан Ши убить своего хозяина. Чжан Мао арестовал и казнил Лю Хуна, но так как Чжан Цзюню (сыну Чжан Ши) было в то время всего 13 лет, то подчинённые Чжан Ши потребовали, чтобы Чжан Мао возложил на себя титул Сипинского удельного гуна и обязанности губернатора Лянчжоу. Чжан Мао согласился, и объявил в честь этого всеобщую амнистию на подвластных ему землях. Так как такие действия может совершать лишь независимый правитель, то это событие и считается начальной точкой фактической независимости Ранней Лян.
Изначально сам Чжан Мао, однако, провозгласил себя вассалом Цзинь, управляя территорией в качестве губернатора и удельного гуна; Чжан Цзюнь был назначен его официальным наследником (из исторических документов неясно, имел ли он собственных сыновей). В 321 году он начал возведение грандиозного сооружения — Линцзюньской башни, однако советники убедили его, что проект является слишком дорогим, и строительство было остановлено.
В 322 году воспользовавшись тем, что силы государства Раннее Чжао были заняты войной с восставшим Чэнь Анем, взявшим под свой контроль земли восточнее Хуанхэ, Чжан Мао отправил генерала Хань Пу захватить лежащие западнее Хуанхэ округа Лунси и Наньань (примерно — территория современного городского округа Динси). Однако в 323 году Лю Яо разгромил Чэнь Аня и продолжил путь на запад, угрожая перейти Хуанхэ. Чжан Мао согласился признать сюзеренитет Ранней Чжао, и получил титул Лянского князя (凉王). После этого Чжан Мао возобновил сооружение Линцзюньской башни, утверждая, что она необходима для усиления обороны столицы Гуцзан.
Летом 324 году Чжан Мао заболел. Перед смертью он наставлял племянника Чжан Цзюня оставаться верным империи Цзинь, и сказал, чтобы его хоронили не с княжескими почестями, так как княжеский титул был им получен не от настоящего императора.